# Підв'язковий аспід Сандеваля
Підв'язковий аспід Сандеваля (Elapsoidea sundevallii) — отруйна змія з роду Підв'язковий аспід родини Аспідові. Має 5 підвидів. Отримала назва на честь шведського зоолога Карла Сандеваля.

## Опис
Загальна довжина коливається від 40 до 52 см. Голова помірного розміру, дещо витягнута. Морда закруглена. Тулуб стрункий. Молоді особини мають темне забарвлення зі світлими смугами. З часом вони тьмянішають. Дорослий аспід має спину рівномірно синювато-сірого, чорного або темно-коричневого кольору. Черево білувате.

## Спосіб життя
Полюбляє лісисту місцину, напівпустелі, гори. Зустрічається на висоті від 425 до 1600 м над рівнем моря. Активний уночі. Харчується ящірками, гризунами, земноводними.
Це яйцекладна змія.

## Розповсюдження
Це ендемік Африки. Мешкає у країнах: Південно-Африканська Республіка, Мозамбік, Намібія, Ботсвана, Зімбабве, Есватіні.

## Підвиди
- Elapsoidea sundevallii decosteri
- Elapsoidea sundevallii fitzsimonsi
- Elapsoidea sundevallii longicauda
- Elapsoidea sundevallii media
- Elapsoidea sundevallii sundevallii